# Гаврил Ралупов
Гаврил Георгиев Ралупов е български революционер, деец на Върховния македоно-одрински комитет и Вътрешната македоно-одринска революционна организация.

## Биография
Роден е в 1868 година в град Берово, тогава в Османската империя. Включва се в националноосвободителните борби на българите в Македония и влиза във ВМОК. В 1902 година влиза в четата на Тодор Саев, с когото влиза в множество сражения срещу османски сили. Ралупов е ранен в тежко сражение в 1903 година в местността Студената вода, Петричко, в което войводата Саев загива и четниците го погребват. При избухването на Балканската война в 1912 година Ралупов влиза в четата на Иван Странджата, с която взима участие в боеве с турците. По-късно с четата действа в Струмишко, в Нова махала. По време на Междусъюзническата война в 1913 година действа със същата чета във Влахина, където заедно с Българската армия се сражава с гръцки сили.
По време на Първата световна война с четата на Аце Бетински от Берово и пунктовия началник Христо Ципушев от Радовиш, Ралупов се сражава срещу сърбите в 1915 година в местността Кукувица между Струмишко и Беровско, като е ранен. След войната, когато Беровско е предадено на Кралството на сърби, хървати и словенци, е изтезаван и тормозен от новите сръбски власти, тъй като е българин. В 1925 година е арестуван и изтезаван като българин от сръбските власти и отново в 1941 година, когато обаче е освободен от настъпващите български военни части по време на Втората световна война.
На 13 април 1943 година, като жител на Берово, подава молба за българска народна пенсия. Молбата е одобрена и пенсията е отпусната от Министерския съвет на Царство България.